# إريك بايواترز
إريك جورج لابثورن بايواترز (بالإنجليزية: Eric George Lapthorne Bywaters)‏ كان طبيبا بريطانيا، ولد في لندن في 1 يونيو 1910 وتوفي في بيكونسفيلد في 2 أبريل 2003.

## النشأة
درس الطب في مدرسة الطب في مستشفى ميدلسكس، تخرج عام 1933 وحصل على الوسام الذهبي ومرتبة الشرف في علم الأمراض، وعمل مساعدا لعالم الأمراض ليونيل ويتبي.

## السيرة العلمية
دعي عام 1937 لإجراء أبحاث حول الذئبة الحمامية في مستشفى ماساتشوستس العام، لكنه عاد إلى بريطانيا بعد بداية الحرب العالمية الثانية. اكتشف متلازمة الهرس عام 1941 خلال فترة قصف لندن.
وبعد أن اكتشف فيليب هنش وإدوارد كندال تأثير الكورتيزون في علاج حمى الروماتزم، قام بإجراء أبحاث حول استعمال الكورتيزون في علاج حمى روماتزم القلب.
تركزت أبحاثه حول طب الرثية.

## التكريم
حصل على جائزة مؤسسة جيردنر العالمية في كندا عام 1963، وحصل على لقب قائد في رتبة الإمبراطورية البريطانية عام 1975.